# Carlos Castro (Poolbillardspieler)
Carlos Castro ist ein nicaraguanischer Poolbillardspieler.

## Karriere
Im November 2007 nahm Carlos Castro erstmals an der 9-Ball-Weltmeisterschaft teil und schied dort sieglos in der Vorrunde aus. Bei der Panamerikameisterschaft 2009 erreichte er das Finale im 9-Ball, in dem er dem Mexikaner Ignacio Chávez unterlag.